# Maurica breveti
Maurica breveti là một loài bướm đêm thuộc phân họ Arctiinae, họ Erebidae.